# Aeroportul Bob Baker Memorial
Aeroportul Bob Baker Memorial (IATA: IAN, ICAO: PAIK, FAA LID: IAN) este un aeroport din Alaska, Statele Unite ale Americii ce deservește zona Kiana⁠(d). Aeroportul a fost tranzitat în 2019 de 8.878 de pasageri.
Situat la o altitudine de 51 m, aeroportul dispune de 1 pistă. Este operat de Alaska Department of Transportation & Public Facilities⁠(d).

## Infrastructură

### Piste
Aeroportul dispune de o singură pistă. Pista 6/24 are suprafața de pietriș și dimensiunile 3.400 picioare × 100 picioare. 